# Sub auspiciis

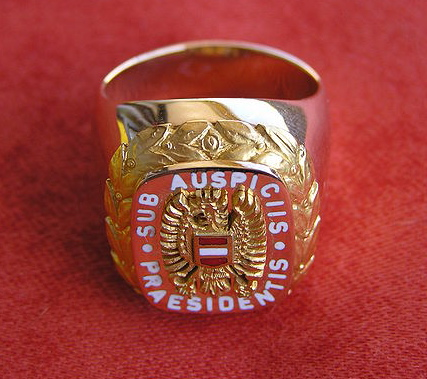
Der Ehrenring bis Oktober 2013, dessen Siegelplatte das stilisierte Bundeswappen sowie die Worte „sub auspiciis Praesidentis“ enthält

Promotio sub auspiciis Praesidentis rei publicae (Latein für Verleihung des Doktorates unter den Auspizien des Bundespräsidenten), oft als Sub-Auspiciis-Promotion abgekürzt, bezeichnet eine besondere Form der Promotion, die die höchstmögliche Auszeichnung von Studienleistungen in Österreich ist.

## Promotio sub auspiciis Imperatoris (Monarchie)
Vergleichbare Auszeichnungen zur Sub-Auspiciis-Promotion lassen sich schon bis zur Gründung der Universitäten im Ausgang des Mittelalters zurückverfolgen und finden sich in nachweisbaren Promotiones sub auspiciis Imperatoris seit der ersten Hälfte des 17. Jahrhunderts.
Zum ersten Mal urkundlich erwähnt wird die Promotio sub auspiciis Imperatoris an der Universität Graz, wo unter Kaiser Ferdinand II. im Jahr 1625 eben jene Würdigung an einen Grafen erfolgte. 1661 erstmals in Wien übergeben, setzte sich dieser Brauch bis zum Ende der Monarchie fort. Der Jesuitenorden, dem durch die Sanctio pragmatica (1623–1773) die Universität Wien unterstellt war, scheint maßgeblich zu dieser Entwicklung unter Einbindung des Hofes beigetragen zu haben.
Bis zur Mitte des 18. Jahrhunderts wurde die Ehrung fast ausschließlich Söhnen des hohen Adels zuteil, aber bereits unter Maria Theresia erfolgte eine Lockerung der Bestimmungen. Von den unter ihr gehaltenen Promotionen waren 31 (von insgesamt 53) bereits Bürgerliche. Allerdings erst im Jahre 1953 wurde die erste Frau unter des Bundespräsidenten Auspizien an der Universität Wien promoviert.
Für die früheste Zeit dieser Art von Exzellenz-Promotion findet sich weder ein kaiserlicher Erlass noch eine Universitätsverfügung, welche die erforderlichen Bedingungen, unter des Kaisers Auspizien promoviert zu werden, ersichtlich macht. Aus den Quellen wird jedoch erkennbar, dass es schon seit dem Aufkommen der Auszeichnung die gleichen Voraussetzungen zu erfüllen galt, die später – als wichtiger Meilenstein – ein Ministerialerlass vom 28. August 1888 vorschrieb, welcher nicht nur exzellente Leistungen an Schule und Hochschule, sondern auch würdiges Verhalten der Erwählten vorsah.
Das feierliche Zeremoniell blieb im Wesentlichen seit dem 17. Jahrhundert erhalten. Nach dem Empfang des kaiserlichen Vertreters wurden, begleitet durch die Klänge der Einzugsfanfaren, unter Einhaltung einer bestimmten Sitzordnung die Plätze eingenommen. Es folgten die Begrüßung der Gäste und ein kurzer Überblick über die Geschichte der Auszeichnung. Anschließend präsentierte der Dekan den Kandidaten vor versammeltem Publikum, welcher sich dreimal vor dem Bildnis des Kaisers verbeugte und seine gedruckten Thesen austeilte. Dann erst begann die eigentliche Disputation. Nach Beendigung dieser verneigte sich der Kandidat erneut und wurde zum Vertreter des Kaisers geleitet, der ihm, nach einer Ansprache, das kaiserliche Geschenk überreichte.

## Promotio sub auspiciis Praesidentis rei publicae (Zweite Republik)
Das mehr als 33 Jahre nach dem Zusammenbruch der Monarchie durch die Zweite Republik beschlossene Bundesgesetz vom 5. März 1952 über die Verleihung des Doktorates unter den Auspizien des Bundespräsidenten ist äußerst prägnant verfasst. Nach § 2 Abs. 1 in der Fassung 17. November 1960 wird „zur Promotion unter den Auspizien des Bundespräsidenten […] zugelassen wer“

„a) die oberen Klassen einer mittleren Lehranstalt mit sehr gutem Erfolg absolviert hat,

b) die Reifeprüfung an einer mittleren Lehranstalt mit Auszeichnung abgelegt hat,

c) in allen Gegenständen sowohl die Hochschulstudien mit dem in den geltenden Studienvorschriften festgelegten besten Prüfungsergebnis zurückgelegt als auch alle zur Erwerbung des Doktorates vorgeschriebenen strengen Prüfungen (Rigorosen) mit Auszeichnung abgelegt hat,

d) eine wissenschaftliche Arbeit (Dissertation), soweit eine solche vorgeschrieben ist, verfaßt hat, die von den Begutachtern als ausgezeichnet bewertet wurde,

e) die in lit. c und d angeführten Bedingungen nicht erst nach Überschreitung der im Durchschnitt normalen Studiendauer erfüllt hat, es sei denn, daß die längere Studiendauer durch triftige Gründe (etwa Tätigkeit als Werkstudent, Unterbrechung des Studiums aus materiellen Gründen, Krankheit und dergleichen mehr) entschuldigt wird, und

f) sich durch sein Verhalten sowohl an der Hochschule als auch außerhalb derselben als auszeichnungswürdig erwiesen hat.“

Voraussetzung nach heutigem Schul- und Studienrecht
Das Bundesgesetz über die Verleihung des Doktorates unter den Auspizien des Bundespräsidenten wurde das letzte Mal 1968 angepasst (BGBl. Nr. 405/1968), daher bedarf es nach Meinung des Bundesministeriums für Wissenschaft und Forschung unter der Leitung von Karlheinz Töchterle im Jahr 2012 einer Interpretation in das heute gültige Schul- und Studienrecht. Die Voraussetzungen für die Zulassung zu einer Promotion sub auspiciis praesidentis sind nach heutiger Auffassung (hier in der Fassung der Universität Wien):

„Voraussetzungen für die Zulassung zu einer Promotion sub auspiciis praesidentis sind
die Absolvierung der gesamten Sekundarstufe II (obere Klassen einer allgemeinbildenden oder berufsbildenden höheren Schule) mit Auszeichnung

die Ablegung der Reifeprüfung mit Auszeichnung

die Absolvierung der einschlägigen Studien ausnahmslos mit sehr gut, d.h.

im modularisierten dreigliedrigen Studiensystem (Bologna-System):

– Absolvierung aller Module des einschlägigen Bachelor- und Masterstudiums mit sehr gut

– Beurteilung der Masterarbeit und der Defensio (Abschlussprüfung) mit sehr gut

– Absolvierung des Doktoratsstudiums, Beurteilung der Dissertation und Ablegung der Defensio (Abschlussprüfung) mit sehr gut
[nach dem zweigliedrigen Studiensystem:
– Absolvierung aller Diplomteilprüfungen mit sehr gut

– Beurteilung der Diplomarbeit und der Diplomprüfung mit sehr gut

– Absolvierung des Doktoratsstudiums, Beurteilung der Dissertation und Ablegung der Defensio (Abschlussprüfung) mit sehr gut]“

Die Voraussetzungen werden vom Senat der jeweiligen Universität per Bescheid festgestellt und dem Wissenschaftsministerium (seit 2018 als Bundesministerium für Bildung, Wissenschaft und Forschung) sowie der Präsidentschaftskanzlei zur Genehmigung vorgelegt. Während herkömmliche Promotionen nur formalen Charakter haben, dürfen Sub-Auspiciis-Kandidaten bis zu ihrer Promotion den akademischen Grad Doktor nicht führen.
Einer Studentin, die zwei Kinder geboren hatte und Vollzeit arbeitete, wurde die Auszeichnung wegen zu langer Studienzeit verwehrt, nachdem drei Brüder von ihr sub auspicis abgeschlossen hatten. Vor dem Hintergrund dieses Falls wurde auf Antrag von Vertretern aller im Nationalrat vertretenen Parteien das entsprechende Gesetz mit Wirkung zum 1. Jänner 2024 geändert, um etwa Zeitaufwand wegen Schwangerschaft, Kinderbetreuung, Betreuung enger Angehöriger oder einer Behinderung stärker zu berücksichtigen.

## Festakt

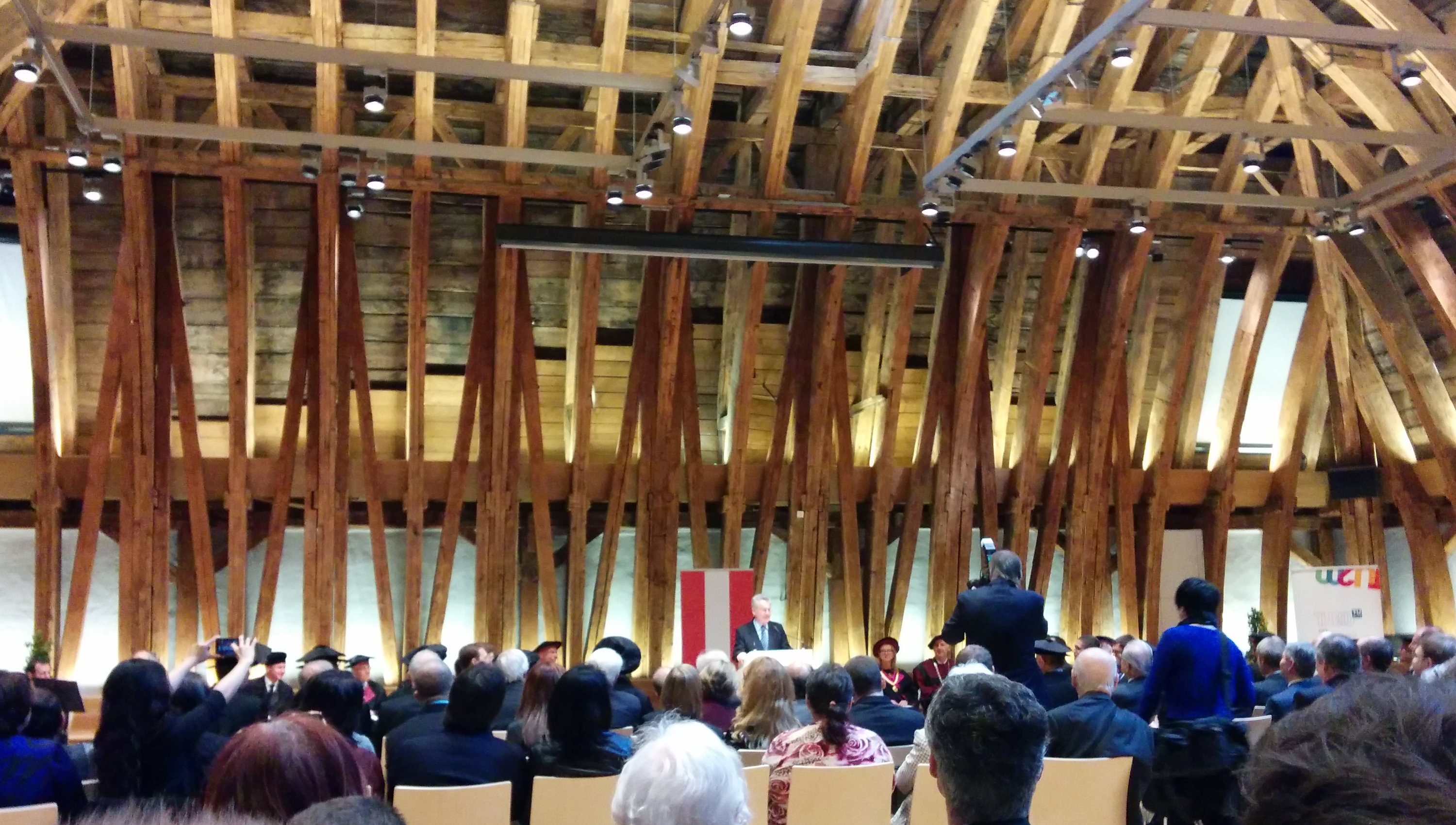
Feierlicher Festakt zur Verleihung der Promotion sub auspiciis am 28. März 2014 durch Bundespräsident Dr. Heinz Fischer im neu renovierten Kuppelsaal der Technischen Universität Wien.

Die Promotionsfeier selbst ist ein besonderer Festakt für die Promovierten und findet in Anwesenheit des Bundespräsidenten statt (er kann allerdings einen Vertreter entsenden, was in der Praxis grundsätzlich nur bei Krankheit geschieht). Es steht dem Promovierten frei eine „von der obersten akademischen Behörde approbierte Rede über ein wissenschaftliches Thema zu halten“.
An der Universität Wien findet die Promotion sub auspiciis Praesidentis traditionell am dies academicus (Gründungstag) der Universität, dem 12. März, statt.
Nach der eigentlichen Promotion mit der Eidesformel und dem Gelöbnis verleiht der Bundespräsident dem nunmehrigen Doktor den Ehrenring mit der Aufschrift „sub auspiciis Praesidentis“.

## Ehrenring
Seit 1820 wird ein Ehrenring mit dem Namenszug des regierenden Monarchen als Ehrengeschenk an alle Sub-Auspiciis-Promovierten verliehen. Seit März 1952 regelt der Paragraph 4 des Bundesgesetzes zur Verleihung des Doktorates unter den Auspizien des Bundespräsidenten, dass der Bundespräsident allen unter seinen Auspizien promovierten Doktoren einen Ehrenring, dessen Siegelplatte das Bundeswappen sowie die Worte „sub auspiciis Praesidentis“ enthält, verleiht. Anlässlich des 60-Jahre-Jubiläums des Bundesgesetzes 2012 wurde in einer gemeinsamen Initiative vom Bundesministerium für Wissenschaft und Forschung und der Präsidentschaftskanzlei ein Wettbewerb für eine Neugestaltung des Ehrenrings ausgelobt. Die Neufassung des Ehrenringes wird seit Oktober 2013 vergeben.

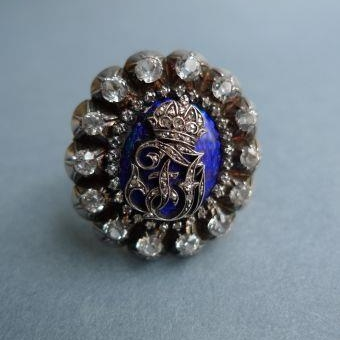
Der Ehrenring in Zeiten der K&K Monarchie (ca. 1900). Goldring mit Monogramm Kaiser Franz Josephs unter einer Kaiserkrone auf blauem Email in einem Oval. Monogramm und Krone sind von 28 kleineren und 14 größeren in Gold gefassten Diamanten umgeben. Links und rechts seitlich jeweils ein bekrönter Doppeladler mit Brustschild.
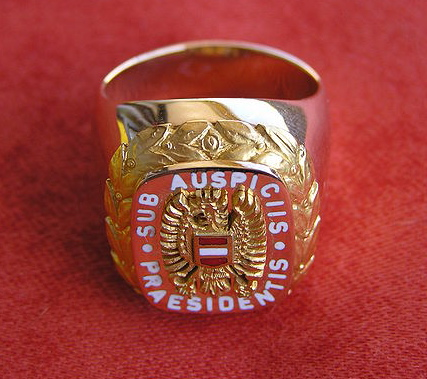
Der Ehrenring der Zweiten Republik bis Oktober 2013; angefertigt aus 14karätigen Gold und Email von Juwelier A. E. Köchert in Wien.
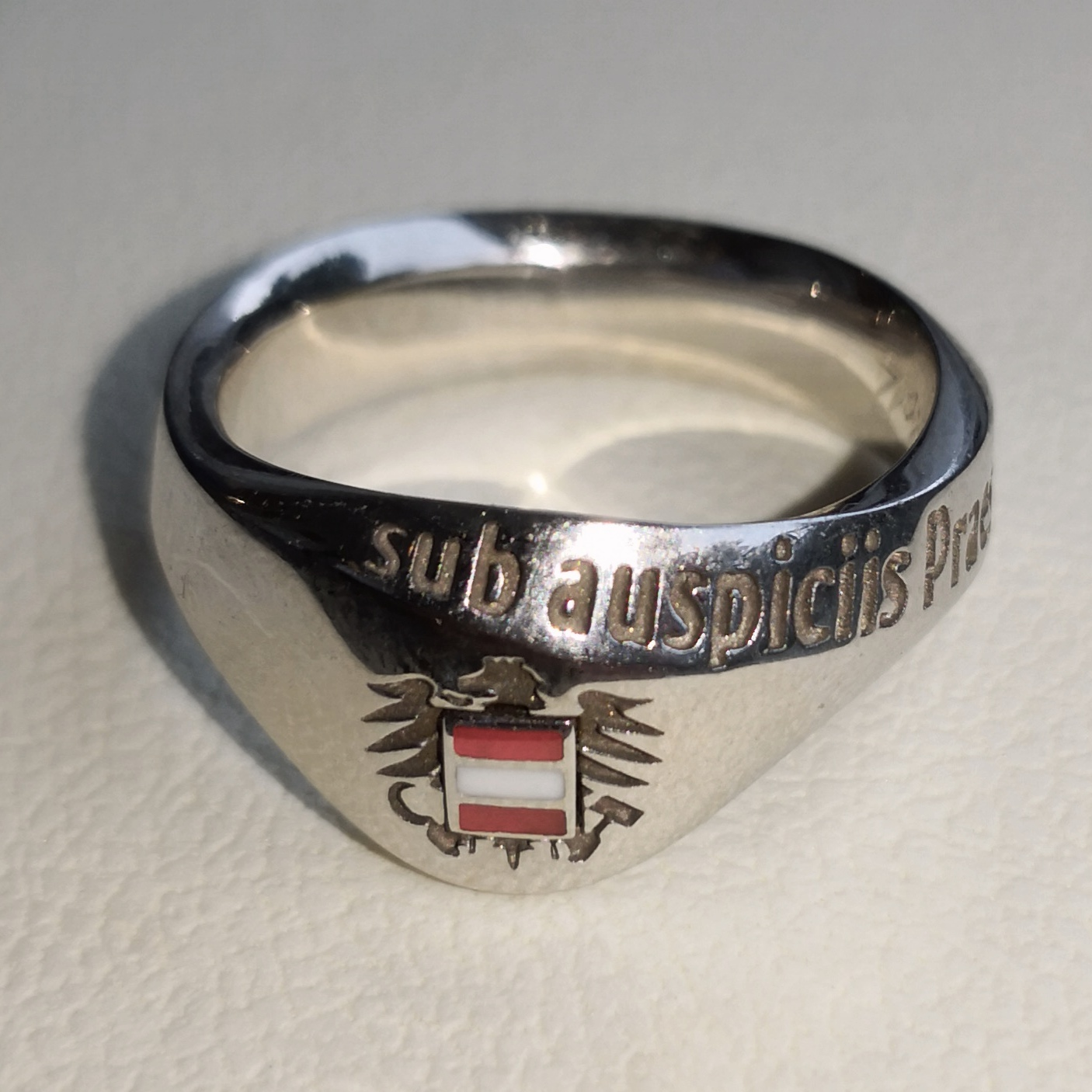
Der aktuelle Ehrenring, verliehen ab Oktober 2013; angefertigt aus Weißgold von Juwelier A. E. Köchert. Neugestaltung anlässlich des 60-jährigen Jubiläums des Bundesgesetzes zur Sub-Auspiciis-Promotion.

## Statistiken
In Österreich promovieren derzeit durchschnittlich etwa 20 Studenten pro Jahr „sub auspiciis“ (von insgesamt rund 2500 Promovenden jährlich). In den ersten 60 Jahren seit der Verabschiedung des Bundesgesetzes über die Verleihung des Doktorats unter den Auspizien des Bundespräsidenten am 5. März 1952 fanden 1042 (296 Frauen und 746 Männer) entsprechende Promotionen statt. In jeweils zwei Fächern „sub auspiciis“ zu promovieren, ist seit 1952 bis 2018 neun Personen gelungen. Unter ihnen waren das der Arzt Bruno Schneeweiß, Mathias Moosbrugger in den Studien Geschichte und Theologie sowie als neunte Ausgezeichnete die Fachärztin Susanne Scheipl.
| Universität                                       | erstmalige Sub-Auspiciis-Promotion | Gesamt | Frauen | Männer |
| ------------------------------------------------- | ---------------------------------- | ------ | ------ | ------ |
| Universität Wien                                  | 1953                               | 373    | 119    | 254    |
| Universität Graz                                  | 1954                               | 174    | 63     | 111    |
| Universität Innsbruck                             | 1952                               | 172    | 47     | 125    |
| Universität Salzburg                              | 1968                               | 80     | 29     | 51     |
| Technische Universität Wien                       | 1964                               | 126    | 16     | 110    |
| Technische Universität Graz                       | 1954                               | 43     | 0      | 43     |
| Montanuniversität Leoben                          | 1973                               | 5      | 0      | 5      |
| Universität für Bodenkultur Wien                  | 2008                               | 3      | 1      | 2      |
| Wirtschaftsuniversität Wien                       | 1977                               | 4      | 1      | 3      |
| Universität Linz                                  | 1972                               | 38     | 5      | 33     |
| Universität Klagenfurt                            | 1987                               | 8      | 5      | 3      |
| Medizinische Universität Wien                     | 2004                               | 5      | 3      | 2      |
| Medizinische Universität Graz                     | 2004                               | 7      | 4      | 3      |
| Medizinische Universität Innsbruck                | 2004                               | 1      | 1      | 0      |
| Universität für Musik und darstellende Kunst Wien | 2004                               | 1      | 0      | 1      |
| Universität Mozarteum Salzburg                    | 2007                               | 1      | 1      | 0      |
| Universität für angewandte Kunst Wien             | 2011                               | 1      | 1      | 0      |
| GESAMT                                            | GESAMT                             | 1042   | 296    | 746    |

| Akademischer Grad der Sub-Auspiciis Promotion | Akademischer Grad der Sub-Auspiciis Promotion                                         | Gesamt | Frauen | Männer |
| --------------------------------------------- | ------------------------------------------------------------------------------------- | ------ | ------ | ------ |
| Dr. phil.                                     | Doktorin/Doktor der Geistes- und Kulturwissenschaften Doktorin/Doktor der Philosophie | 498    | 172    | 326    |
| Dr. techn.                                    | Doktorin/Doktor der technischen Wissenschaften                                        | 198    | 20     | 178    |
| Dr. med. univ.                                | Doktorin/Doktor der gesamten Heilkunde und der medizinischen Wissenschaft             | 161    | 64     | 97     |
| Dr. rer. nat                                  | Doktorin/Doktor der Naturwissenschaften                                               | 121    | 28     | 93     |
| Dr. iur.                                      | Doktorin/Doktor der Rechtswissenschaften                                              | 22     | 1      | 21     |
| Dr. rer. soc. oec.                            | Doktorin/Doktor der Sozial- und Wirtschaftswissenschaften                             | 18     | 5      | 13     |
| Dr. theol.                                    | Doktorin/Doktor der Theologie                                                         | 14     | 3      | 11     |
| Dr. mont.                                     | Doktorin/Doktor der montanistischen Wissenschaften                                    | 5      | 0      | 5      |
| Dr. nat. techn.                               | Doktorin/Doktor der Bodenkultur                                                       | 3      | 1      | 2      |
| Dr. phil. fac. theol.                         | Doktorin/Doktor der Philosophie an der Katholisch-Theologischen Fakultät              | 1      | 1      | 0      |
| Dr. scient. med.                              | Doktorin/Doktor der medizinischen Wissenschaft                                        | 1      | 1      | 0      |
| GESAMT                                        | GESAMT                                                                                | 1042   | 296    | 746    |

## Bekannte Sub-Auspiciis promovierte Persönlichkeiten (Auswahl)
Alphabetisch nach Namen:
- Carl von Braitenberg (Jurist, Südtiroler Politiker)
- Harald Buchinger (Theologe)
- Helmut Denk (Pharmakologe, ehem. Präsident der ÖAW)
- Heinz Engl (Mathematiker, Rektor der Universität Wien)
- Michael Freissmuth (Pharmakologe, Leiter des Zentrums für Physiologie und Pharmakologie der Medizinischen Universität Wien)
- Hildegard Goss-Mayr (Friedensaktivistin und Schriftstellerin, promovierte als erste Frau 1953 an einer Wiener Universität sub-auspiciis)
- Harald Grobner (Mathematiker)
- Victor Franz Hess (Nobelpreis für Physik 1936)
- Lothar Höbelt (Historiker)
- Peter Husslein (Gynäkologe)
- Lisa Kaltenegger (Astronomin und Astrophysikerin)
- Markus Müller (Pharmakologe, Rektor der Medizinischen Universität Wien)
- Harald Niederreiter (Mathematiker)
- Klaus Pekarek (Manager und Vorstandsmitglied der Uniqa Österreich AG)
- Franz Pischinger (Maschinenbauer)
- Ludwig Reich (Mathematiker)
- Rudolf Taschner (Mathematiker)
- Gregor Weihs (Quantenphysiker und Ex-Vizepräsident für Naturwissenschaften und Technik des FWF)

## Erwin Schrödinger und die Sub-Auspiciis-Promotion
Der österreichische Physiker und Nobelpreisträger Erwin Schrödinger (Nobelpreis für Physik 1933) hätte 1910 zwar alle Voraussetzungen für die Promotion sub auspiciis Imperatoris erfüllt, aber an der Universität Wien durften pro Jahr nur drei Kandidaten diese Ehrung erhalten. Erwin Schrödinger wäre der vierte gewesen. Er wurde 1910, nur vier Jahre nach der Reifeprüfung im Juli 1906, ohne Ehrenpromotion zum Doktor der Philosophie promoviert.

## Collegium Sub Auspiciis
Das Collegium Sub Auspiciis – Verein für die Organisation und den Zusammenschluss von „sub auspiciis“ Absolventen ist ein 2016 in Wien gegründeter, gemeinnütziger Verein (ZVR-Zahl 547239888) mit dem Ziel, ein Netzwerk aus „Sub Auspiciis“-Promovierten aufzubauen und dieses Netzwerk für die Begabtenförderung in Österreich einzusetzen.

## Rechtsquellen
- Bundesgesetz vom 5. März 1952 über die Verleihung des Doktorates unter den Auspizien des Bundespräsidenten. StF: BGBl. Nr. 58/1952, in Kraft getreten am 1. Mai 1952. Gesamte Rechtsvorschrift in der geltenden Fassung im Rechtsinformationssystem des Bundes (RIS)
- Bundesgesetz vom 18. April 1985 über die Verleihung eines Ehrenringes durch den Bundespräsidenten. StF: BGBl. Nr. 181/1985, in Kraft getreten am 11. Mai 1985, aufgehoben durch BGBl. I Nr. 61/2018. Gesamte Rechtsvorschrift in der zuletzt gültigen Fassung vom 31. Dezember 2018 im RIS